# Condado de Carroll (Kentucky)
O Condado de Carroll é um dos 120 condados do estado americano de Kentucky. A sede do condado é Carrollton, e sua maior cidade é Carrollton. O condado possui uma área de 356 km² (dos quais 19 km² estão cobertos por água), uma população de 10 155 habitantes, e uma densidade populacional de 30 hab/km² (segundo o censo nacional de 2000). O condado foi fundado em 1838.